# Napoleon de Pauw
Napoleon De Pauw (Gent, 26 september 1835 - 8 april 1922) was een Belgisch magistraat en uitgever van Middelnederlandse teksten.  Hij leverde bijdragen in Franstalige en Nederlandstalige tijdschriften en kranten.

## Levensloop
Hij was een zoon van Napoleon-Lievin de Pauw, doctor in de rechten, hoogleraar aan de universiteit van Gent, schepen van Gent, en van Gabrielle Van Huffel. Hij trouwde in 1868 in Dendermonde met Marie-Ludwine Schellekens (Lokeren, 1848 - Gent, 1925), dochter van de voorzitter van de rechtbank van eerste aanleg in Dendermonde, Jean Schellekens. Ze hadden een dochter, Gabrielle de Pauw (Brugge, 1883 - Melle, 1938), die ongehuwd bleef.
In 1886 werd hij opgenomen in de Belgische erfelijke adel en in 1921 verkreeg hij de titel van baron.
De voornaam van de vader en de zoon wees er op dat het om een familie ging die de herinnering aan de Franse keizer hoog hield. Vader Napoleon-Lievin de Pauw was een petekind van zijn oom Lieven Bauwens.
De zoon doorliep het atheneum in Gent waar hij de invloed onderging van de leraar Nederlands Jacob Heremans. Hij was er schoolkameraad van Julius Vuylsteke, Tony Bergmann, Emile Moyson en Prosper Claeys. Ze behoorden later aan de universiteit tot de stichters van 't Zal wel gaan.
Napoleon junior promoveerde tot doctor in de rechten (1860) aan de universiteit van Gent en liep stage als advocaat bij Hippolyte Metdepenningen. Met Julius Vuylsteke stichtte hij in 1864 de Vlaamsche Advocatenclub. Hij trad weldra toe tot de magistratuur en doorliep het volgende curriculum:
- substituut van de procureur des Konings in Kortrijk (1866);
- substituut van de procureur des Konings in Dendermonde (1867);
- substituut van de procureur des Konings in Brugge (1868);
- substituut van de procureur des Konings in Gent (1873);
- procureur des Konings bij de rechtbank van eerste aanleg in Brugge (1875-1886), maar werd daar weinig geapprecieerd;
- substituut van de procureur-generaal bij het hof van beroep in Gent (1886);
- eerste advocaat-generaal in Gent (1893);
- procureur-generaal in Gent (1902-1907).

Naast zijn juridische activiteiten, was de Pauw vooral actief in het transcriberen en uitgeven van onuitgegeven middeleeuwse teksten, die hij in archieven ging opzoeken.
In 1884 werd hij plaatsvervangend lid, in 1891 werkend lid en in 1911 voorzitter van de Koninklijke Commissie voor Geschiedenis. In 1886 werd hij, samen met zeventien anderen, tot lid benoemd van de nieuw opgerichte Koninklijke Vlaamse Academie voor Taal- en Letterkunde.

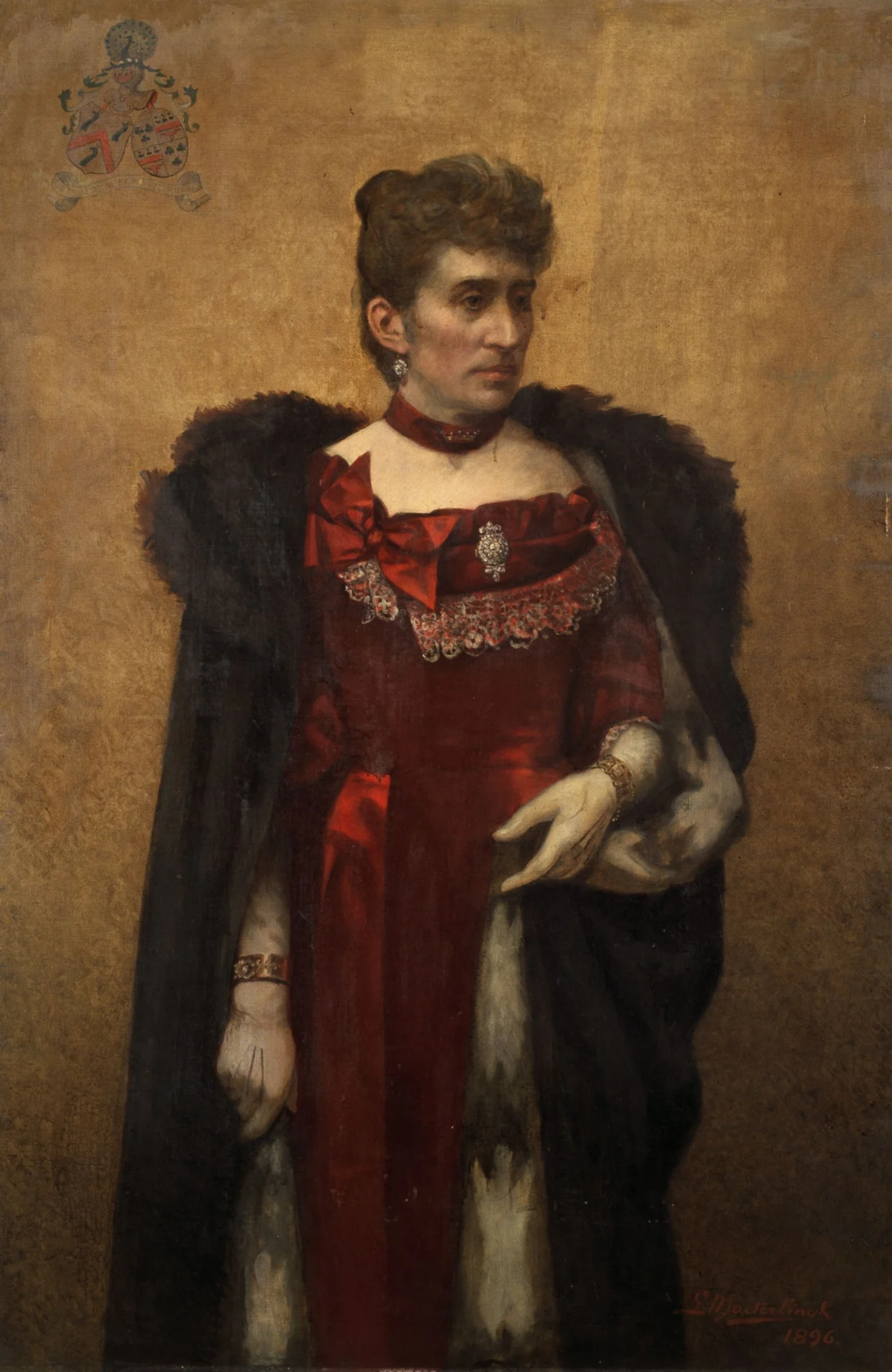
Portret van Barones Marie-Ludwine De Pauw-Schellekens door Louis Maeterlinck, 1896

## Publicaties
- De opstand van 1540, 1856.
- Geslachtsboom der familie Schellekens van Dendermonde, 1872.
- Conspiration d'Audenaerde sous Jacques van Artevelde (1342), Gent, 1878.
- Bijdragen tot de geschiedenis van de Middelnederlandsche letterkunde in Vlaanderen, 1879.
- Etude sur le poème et les auteurs du roman de Renard, Brussel, Bruylant, 1883.
- De rekeningen der stad Gent, tijdvak van Jacob van Artevelde, 3 volumes, Gent, Hoste.
- De Voorgeboden der stad Gent in de XIVde eeuw, 1885, Gent, Hoste.
- Over den Madoc van Willem 'die den Reinaert maecte', 1887.
- Madelheits' kintsheit, 1889.
- Dit is de Istory van Trojen van Jacob van Maerlant, 1889-1890 (co-auteurschap met Edward Gaillard).
- Ieperen jeghen Poperingen, 1899.
- Het Boek der Audiëntie van den Raet van Vlaenderen, 1901-1903.
- Kroniek van Froissart, 1896-1908.
- Les trois peintres David Teniers et leurs homonymes, d'après des documents inédits, Antwerpen, 1902.
- Liévin Bauwens, son expédition en Angleterre et son procès à Londres (1798-1799, Gent, Hoste, 1903.
- Herinneringen uit mijne jeugd, in: Gentsche studentenalmanak van 't Zal wel Gaan, 1920-1921.
- Cartulaires généalogiques des Arteveldes au XIIIe et XIVe siècles, Brussel, Kon. Commissie voor geschiedenis, Brussel, Hayez, 1920.